# Bolívar Quirós
Luis Bolívar Quirós Sáenz  (San José; 17 de febrero de 1949-6 de abril de 2000) fue un futbolista costarricense que jugó de defensa.

## Selección nacional
Jugó con la selección de Costa Rica un partido en la clasificación para el Campeonato de Naciones de la Concacaf de 1977.

### Participaciones en clasificatorias
| Clasif.              | Sede   | Resultado | Part. | Goles |
| -------------------- | ------ | --------- | ----- | ----- |
| Clasif. Mundial 1978 | Varias | Eliminado | 1     | 0     |

## Clubes
| Club                        | País       | Año       |
| --------------------------- | ---------- | --------- |
| C.S. La Libertad            | Costa Rica | 1968-1969 |
| Deportivo México            | Costa Rica | 1969-1975 |
| Deportivo Saprissa (cesión) | Costa Rica | 1972-1973 |
| C.S. Herediano (cesión)     | Costa Rica | 1975      |
| Deportivo Saprissa          | Costa Rica | 1975-1980 |

## Palmarés

### Títulos nacionales
| Título               | Equipo             | País       | Año  |
| -------------------- | ------------------ | ---------- | ---- |
| Copa de Verano       | Deportivo México   | Costa Rica | 1972 |
| Primera División     | Deportivo Saprissa | Costa Rica | 1975 |
| Campeón de Campeones | Deportivo Saprissa | Costa Rica | 1976 |
| Primera División     | Deportivo Saprissa | Costa Rica | 1976 |
| Primera División     | Deportivo Saprissa | Costa Rica | 1977 |

### Títulos internacionales
| Título                           | Equipo             | País     | Año  |
| -------------------------------- | ------------------ | -------- | ---- |
| Copa Fraternidad Centroamericana | Deportivo Saprissa | San José | 1972 |
| Copa Fraternidad Centroamericana | Deportivo Saprissa | San José | 1973 |
| Copa Fraternidad Centroamericana | Deportivo Saprissa | San José | 1978 |